# دونالد شارب
دونالد شارب هو سياسي كندي، ولد في 13 مايو 1875 في كندا، وتوفي في 11 مايو 1966 في سانت كاثرينز في كندا. حزبياً، نشط في حزب أونتاريو المحافظ التقدمي. وقد انتخب عضو برلمان مقاطعة أونتاريو.